# St. Cosmas und Damian (Gau-Algesheim)

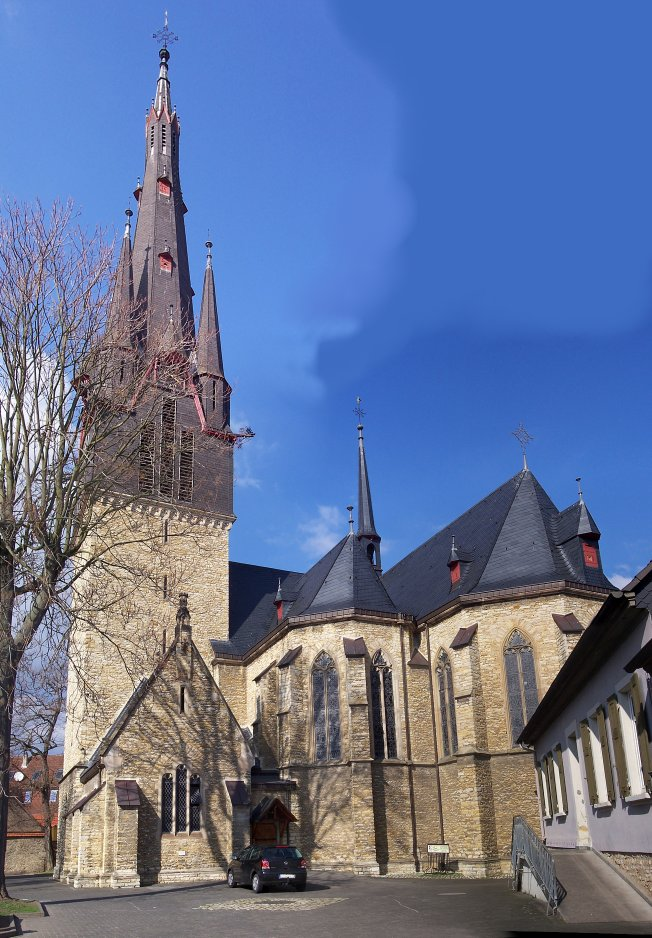
Außenansicht der katholischen Pfarrkirche St. Cosmas und Damian von Süden

Die römisch-katholische Pfarrkirche St. Cosmas und Damian ist ein neugotisches, unter Denkmalschutz stehendes Kirchengebäude in Gau-Algesheim, einer Kleinstadt im Landkreis Mainz-Bingen in Rheinland-Pfalz. Kirchenpatrone sind die Märtyrer und Zwillingsbrüder Cosmas und Damian. Die Kirchengemeinde gehört zur Großpfarrei „St. Maria Magdalena Ingelheim“ in der Region Rheinhessen im Bistum Mainz.

## Geschichte

### Erste Holzkirche
Die erste Kirche in Gau-Algesheim wurde als einfaches hölzernes Gebäude bereits vor 1000 n. Chr. errichtet und trug das Patrozinium des Heiligen Martin von Tours. Wegen der Bedrohung Gau-Algesheims durch Normannen- und Ungarneinfälle wurde ihr Turm schon vor der Jahrtausendwende zu einem steinernen Wehrturm ausgebaut, dessen Reste den unteren Teil des heutigen Kirchturms bilden.
Um das Jahr 1000 erhob der Mainzer Erzbischof Willigis die Gau-Algesheimer Kirche zur selbstständigen Pfarrkirche und das Holzbauwerk wurde durch ein steinernes Gotteshaus ersetzt.

### Spätgotisch umgebaute Steinkirche
Von 1406 bis 1407 wurde die Steinkirche um einen neuen spätgotischen Doppelchor mit zwei Ebenen und Fünfachtelschluss nach Plänen des Baumeisters Johann von Diepach erweitert. Etwas mehr als einhundert Jahre später folgte der Neubau des Kirchenschiffes im spätgotischen Stil, das 1539 eingeweiht werden konnte.
Im Zuge des Dreißigjährigen Krieges wurde Gau-Algesheim 1631 von schwedischen Truppen eingenommen. Durch die Kampfhandlungen geriet auch die Kirche des Ortes in Brand und erlitt schwere Schäden. Der Wiederaufbau des zerstörten Gotteshauses nach Kriegsende verlief schleppend, sodass die erneute Weihe der Kirche erst im Jahr 1677 erfolgte. Im Gegensatz zu ihrer im Krieg zerstörten Vorgängerin unterstellte der Mainzer Weihbischof Adolph Gottfried Volusius die wiedererrichtete Kirche dem Patrozinium der Heiligen Cosmas und Damian anstelle des Heiligen Martin von Tours. Grund hierfür war die starke Verehrung der beiden Heiligen im Ort, die auf die „Lagerung ihrer Häupter“ in Gau-Algesheim während einer Rast bei einer Prozession im Jahr 1501 zurückgeht.
Zwischen 1850 und 1851 wurde die Steinkirche ein letztes Mal renoviert. Im Rahmen der Renovierungsarbeiten wurden die barocken Altäre entfernt und eine Rundempore eingezogen, die Platz für eine neue Orgel von Bernhard und Hermann Dreymann bieten sollte. Eine Vergrößerung des Kirchengebäudes blieb dabei jedoch aus, sodass das Gotteshaus schon nach wenigen Jahren zu klein für die rasch wachsende Kirchengemeinde wurde.

### Neugotische Hallenkirche von 1889

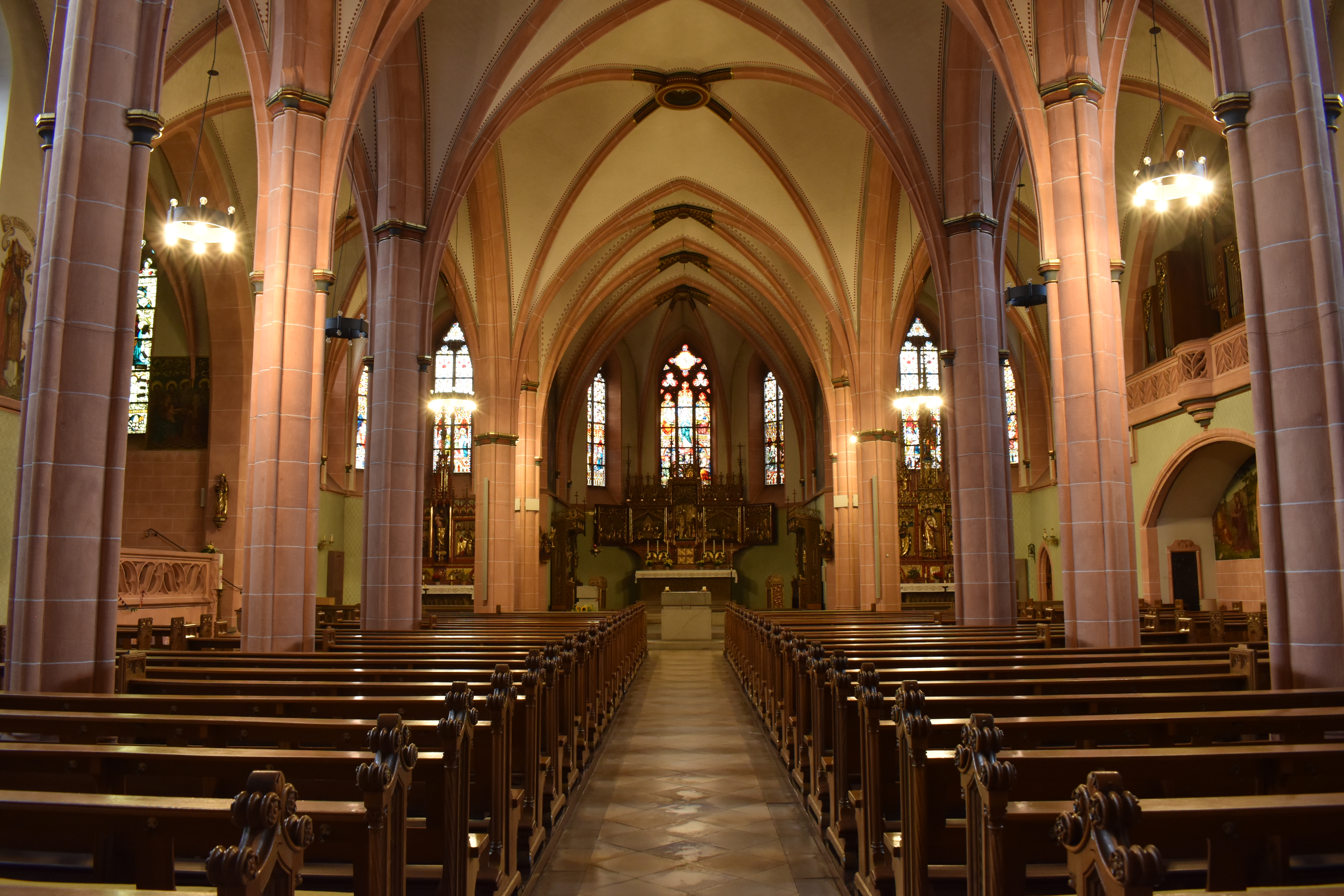
Innenansicht der heutigen neugotischen Hallenkirche mit Blick zum neuen Hauptchor

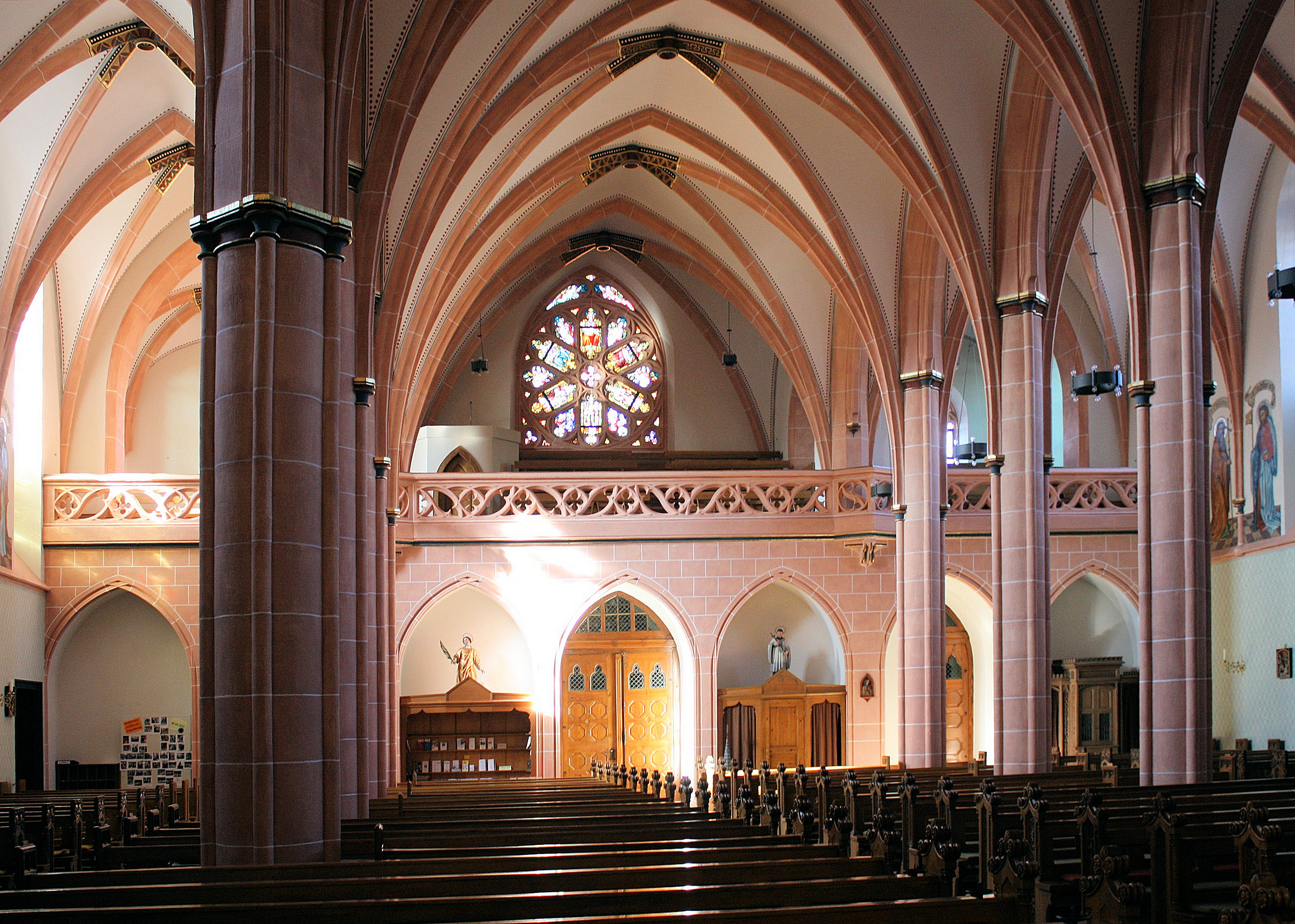
Innenansicht mit Blick zur Empore, darüber ein von Joseph Machhausen gestaltetes Rosettenfenster

Das heutige Kirchengebäude wurde von 1887 bis 1889 nach Plänen des Limburger Dombaumeisters Max Meckel im Stil der Neugotik errichtet. Dabei wurden der Chorraum und der untere Teil des Turmes der spätgotischen Vorgängerkirche in das neue Gotteshaus integriert. Lediglich das alte Kirchenschiff von 1539 und die untere Ebene des Doppelchores von 1406 wurden niedergelegt. Nachdem am 30. April 1887 der Erste Spatenstich vollzogen wurde, folgte am 16. Oktober 1887 die Grundsteinlegung. Nach etwa zwei Jahren Bauzeit konnte die neue Kirche am 18. August 1889 durch den Mainzer Bischof Paul Leopold Haffner geweiht und erneut dem Patrozinium von Cosmas und Damian anvertraut werden. Die Ausmalung des Innenraums der Kirche im Stil der Neugotik folgte erst 15 Jahre nach ihrer Weihe (von 1903 bis 1904) durch den Binger Kirchenmaler Ferdinand Schuto.
Die beiden Weltkriege hinterließen keine wesentlichen Schäden am Kirchengebäude. Umfassende Renovierungsarbeiten fanden daher erst zwischen 1964 und 1966 statt, in deren Rahmen die Dächer der Kirchenschiffe und des Kirchturms mit Kunstschiefer neu eingedeckt, die Altarretabel restauriert, die Wandgemälde farblich aufgefrischt sowie Gewölbe und Wände neu gestrichen wurden. Letzteres führte weitestgehend zur Entfernung der neugotischen Ausmalung von Ferdinand Schuto, da ein heller und puristischer Anstrich dem Zeitgeist der Nachkriegsjahre entsprach. Eine erneute umfassende Sanierung der Kirchendächer wurde von 2001 bis 2003 durchgeführt.

## Baubeschreibung
Die Pfarrkirche St. Cosmas und Damian wurde als dreischiffige Hallenkirche im neugotischen Stil nach Plänen des Limburger Dombaumeisters Max Meckel errichtet. In den Neubau von 1889 wurden der Chor sowie der untere Teil des Turmes der spätgotischen Vorgängerkirche einbezogen. Der Kirchturm ist 63 Meter hoch, weithin sichtbar und prägt das Ortsbild von Gau-Algesheim. Das Kirchenschiff erreicht im Innenraum eine Höhe von etwa 24 Metern.

## Ausstattung
Die Kirche beherbergt in ihrem Inneren vier verschiedene neugotische Altarretabel, die alle vom Nürnberger Bildhauer Jakob Rotermundt nach Plänen von Max Meckel angefertigt wurden. Während das Heilig-Kreuz-Retabel den Hochaltar im neuen Chorraum von 1889 ziert, befinden sich das Herz-Jesu-Retabel und das Josefsretabel (beide 1897 erst nachträglich angefertigt) auf zwei Seitenaltären links und rechts dieses Chores. Das Marienretabel von 1889 steht etwas weiter abseits auf einem Nebenaltar im alten Chorraum der spätgotischen Vorgängerkirche, der heute „Marienchor“ genannt wird. In diesem Altaraufsatz findet sich, gerahmt von zwei barocken Bischofsfiguren, eine ältere Marienstatue wieder, die aus einem Heiligenhäuschen vor dem Gau-Algesheimer Heutor stammt, das 1792 von französischen Revolutionstruppen zerstört wurde.
Das Chorgestühl im neuen Hauptchor zu beiden Seiten des Heilig-Kreuz-Altars wurde ebenso wie die vier Altarretabel von Jakob Rotermundt aus Nürnberg gefertigt. Wie im Fall der beiden Seitenaltäre von St. Cosmas und Damian erfolgte dessen Bau und Aufstellung erst nachträglich, nämlich im Jahr 1903.

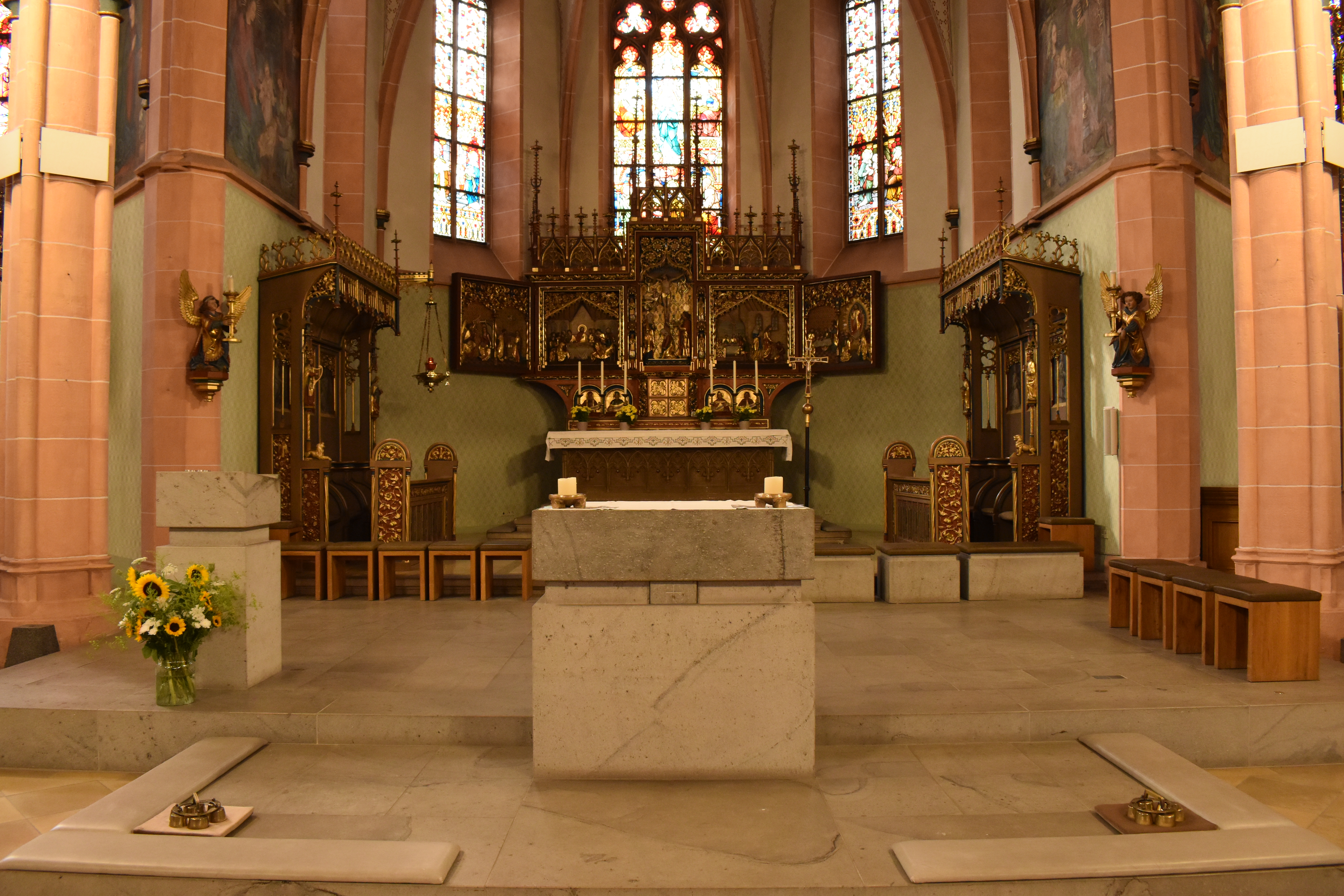
Neuer Hauptchor der Kirche mit Heilig-Kreuz-Altar und Chorgestühl
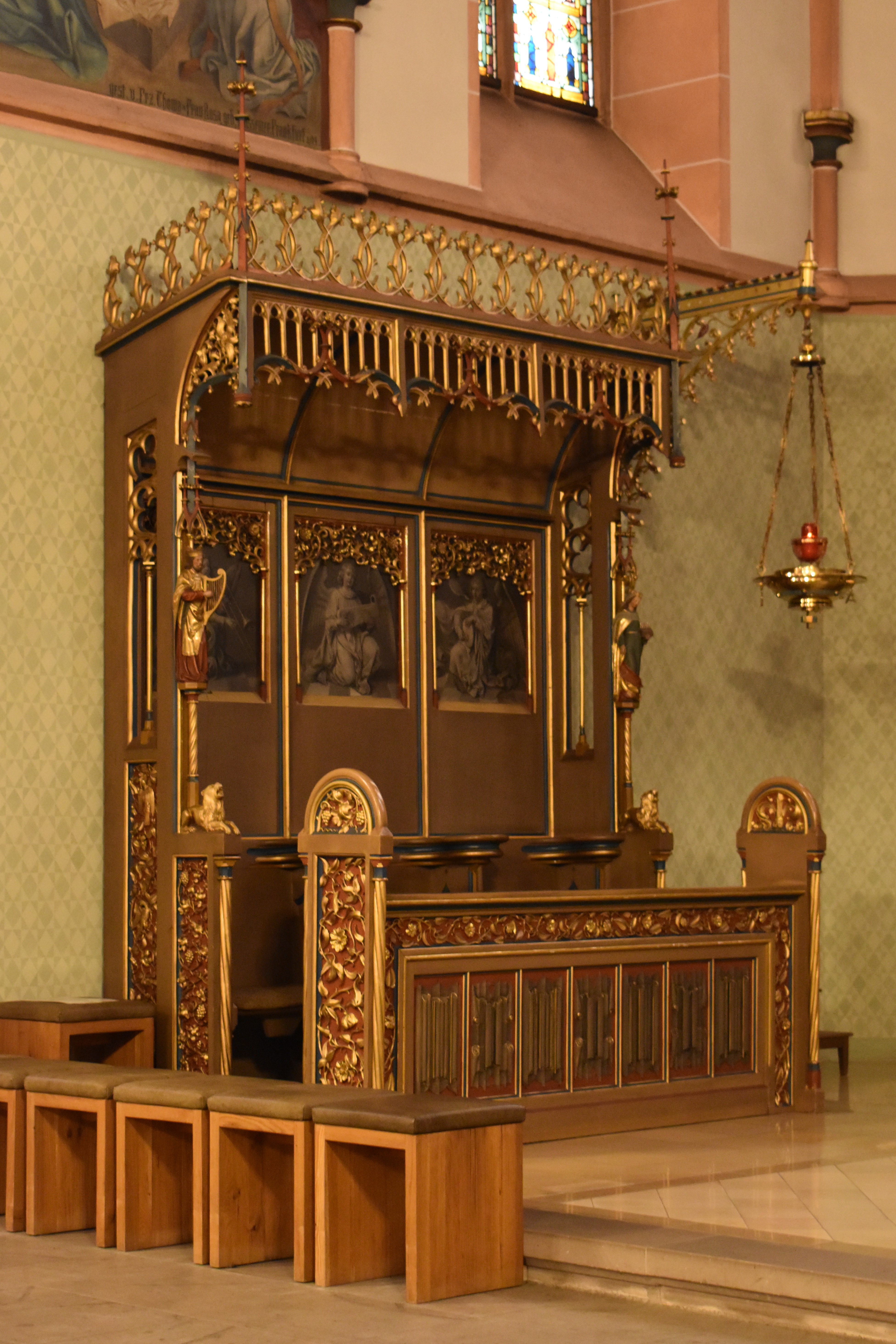
Linkes Chorgestühl im neuen Hauptchor
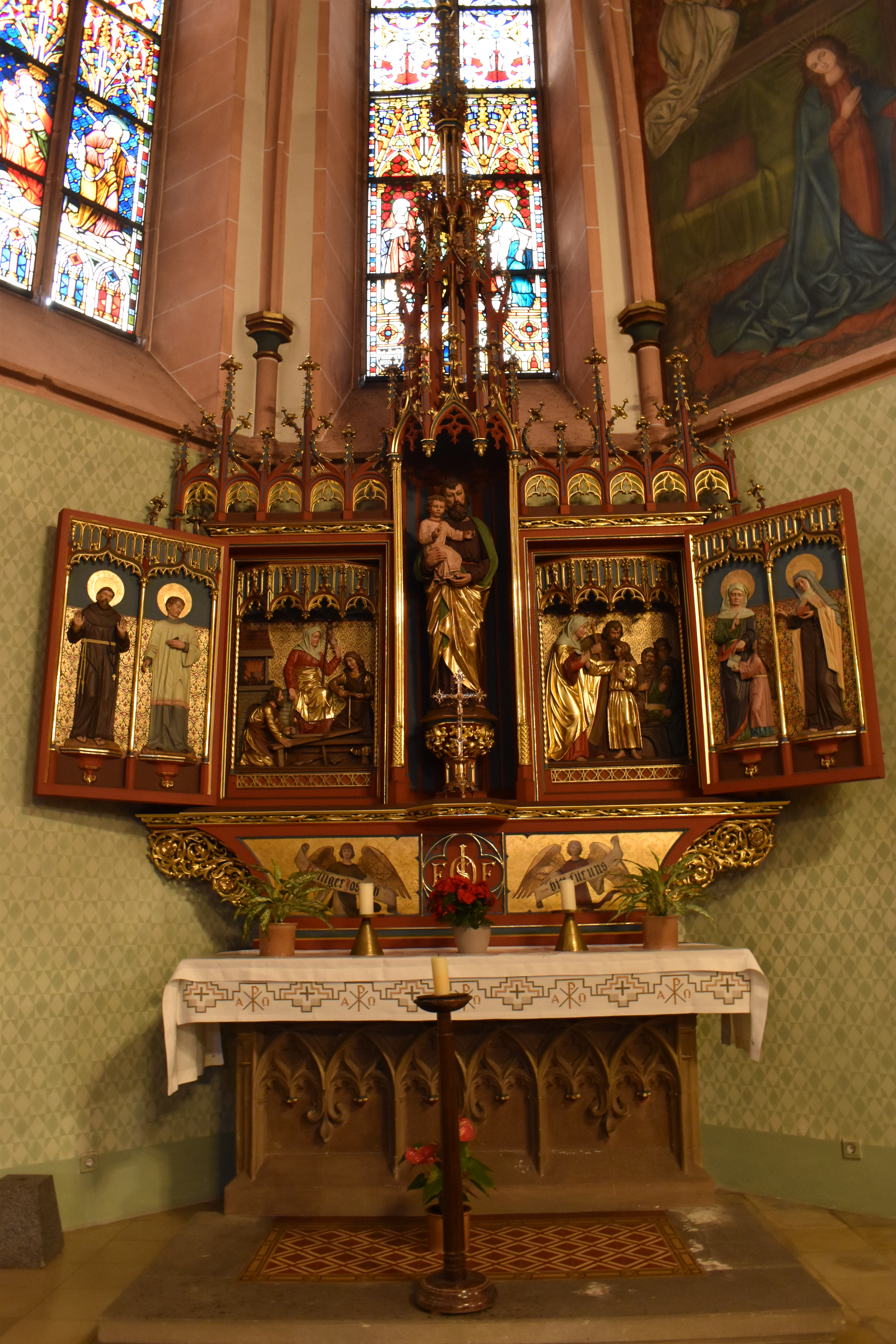
Linker Seitenaltar mit Josefsretabel
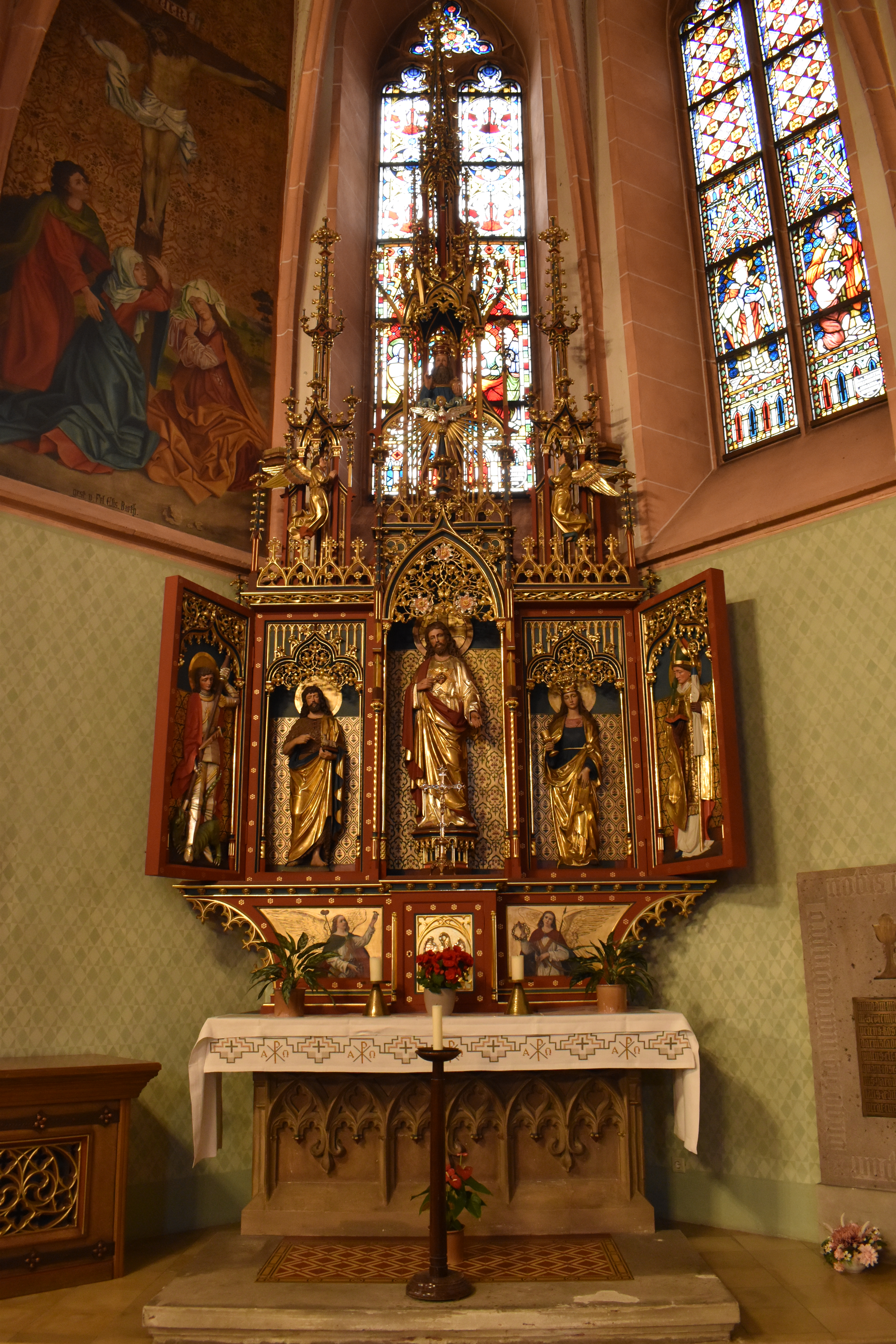
Rechter Seitenaltar mit Herz-Jesu-Retabel
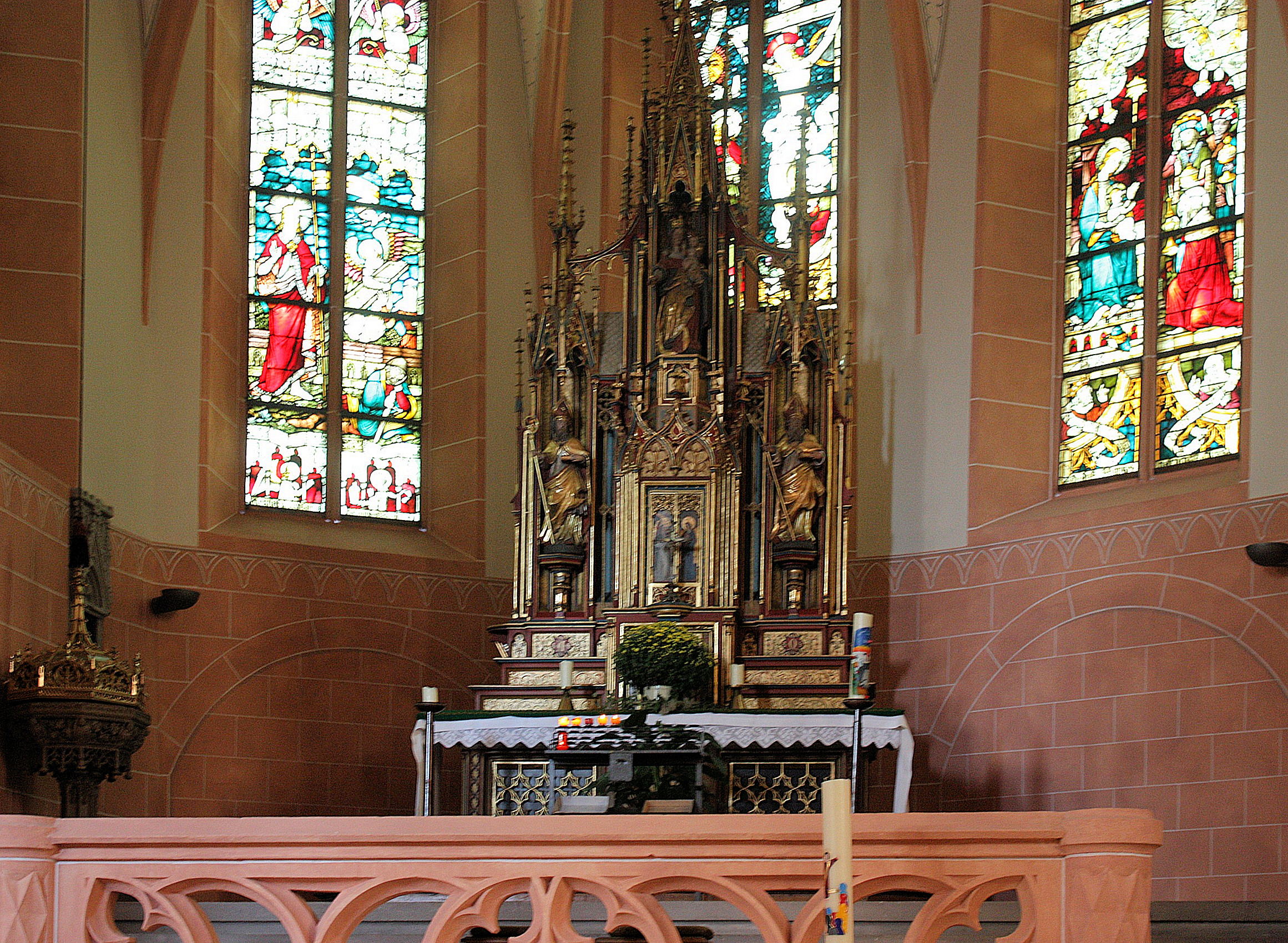
Marienaltar im alten Hauptchor der spätgotischen Vorgängerkirche

Die drei Buntglasfenster im Hauptchor sowie das Rosettenfenster über dem Hauptportal im Norden gestaltete der Koblenzer Glasmaler Joseph Machhausen anlässlich der Kirchweihe 1889. Die Fenster des Marienchors (1905) und die acht Seitenschifffenster (1920), welche zusammen einen „Zyklus der acht Seligkeiten“ bilden und Heilige aus der Region um Gau-Algesheim darstellen, wurden von Bernhard Kraus aus Mainz erst nachträglich künstlerisch gestaltet.
Die Kirchenbänke zeichnen sich vor allem durch ihre Wangen mit aufwendigen Schnitzereien aus, die 1889 vom Gau-Algesheimer Schreinermeister Philipp Hassemer I. angefertigt wurden.
Der Kreuzweg der Kirche wurde 1931 nachträglich ergänzt und besteht aus 14 Holzschnitztafeln, die an den Wänden der beiden Seitenschiffe angebracht sind.
Neben dem Herz-Jesu-Seitenaltar befindet sich das Grabmal von Pfarrer Peter Koser, der den Neubau von St. Cosmas und Damian initiierte und bereits zwei Jahre nach Fertigstellung der neugotischen Kirche im Jahr 1891 verstarb. Die Realisierung der Neubaupläne ist insbesondere ihm zu verdanken, da er sich energisch für eine Vergrößerung der Gau-Algesheimer Pfarrkirche eingesetzt hatte.

## Orgeln

### Frühere Instrumente
Die erste Orgel der heutigen Kirche wurde aus dem spätgotischen Vorgängerbau übernommen. Sie wurde zwischen 1850 und 1851 von Bernhard und Hermann Dreymann in Mainz gebaut und verfügte über 24 Register. Im Jahr 1894 wurde die Dreymann-Orgel durch ein neues Instrument mit 25 Registern ersetzt, das von Balthasar und Joseph Martin Schlimbach in Würzburg gefertigt worden war.

### Oberlinger-Orgel von 1967/1969

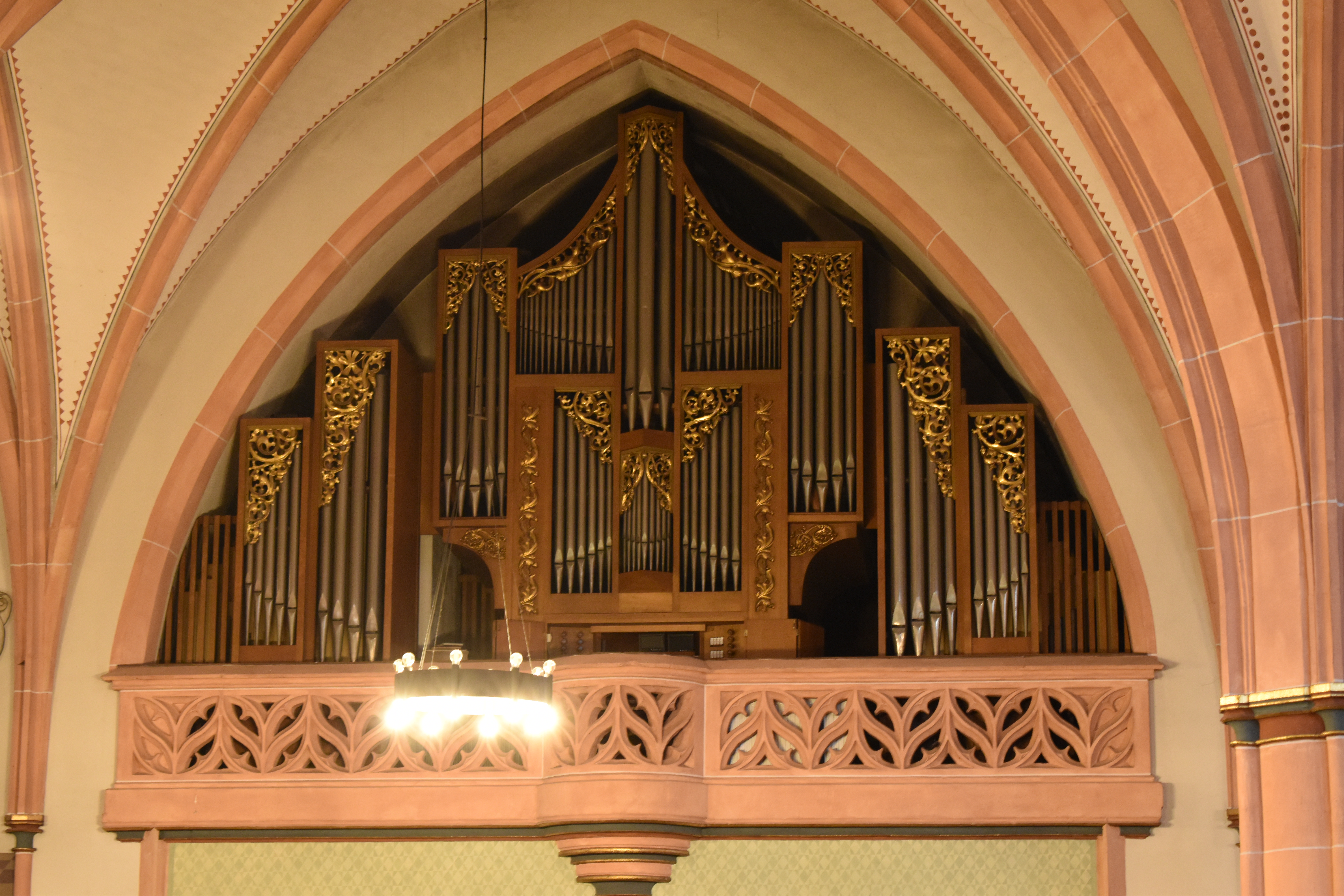
Oberlinger-Orgel von 1967/1969

Die heutige Orgel von St. Cosmas und Damian ist auf der Turmempore im Westen der Kirche aufgestellt und verfügt über 30 Register, verteilt auf zwei Manuale und Pedal. Sie wurde zwischen 1967 und 1969 von der Orgelbaufirma Gebr. Oberlinger in Windesheim gefertigt. Für ihren Bau wurden gut erhaltene Teile der beiden Vorgängerinstrumente verwendet, die vorher teilweise restauriert werden mussten, und um fehlende Register ergänzt. Im Jahr 1984 wurde die Orgel generalüberholt und eine Setzeranlage eingebaut. Zwischen 1992 und 1994 folgte die Ergänzung eines Schwellwerks mit acht Registern durch die Orgelbaufirma Breitmann. Die Disposition lautet:
| I Hauptwerk C–g3 |                   |       |
| 1.               | Bourdon           | 16′   |
| 2.               | Principal         | 08′   |
| 3.               | Großgedackt       | 08′   |
| 4.               | Gamba             | 08′   |
| 5.               | Octave            | 04′   |
| 6.               | Kleingedackt      | 04′   |
| 7.               | Quint             | 2 ⁄3′ |
| 8.               | Superoctave       | 02′   |
| 9.               | Cornett V (Disk.) | 08′   |
| 10.              | Mixtur V          | 02′   |
| 11.              | Cymbel IV         | 1⁄2′  |
| 12.              | Trompete          | 08′   |

| II Positiv C–g3 |              |       |
| 13.             | Gedacktflöte | 08′   |
| 14.             | Salicional   | 08′   |
| 15.             | Principal    | 04′   |
| 16.             | Spitzflöte   | 04′   |
| 17.             | Flageolett   | 02′   |
| 18.             | Carillon III | 2 ⁄3′ |
| 19.             | Mixtur IV    | 01′   |
| 20.             | Hautbois     | 08′   |
| 21.             | Krummhorn    | 08′   |
|                 | Tremulant    |       |

| Pedal C–f1 |                |       |
| 22.        | Untersatz      | 32′   |
| 23.        | Violonbaß      | 16′   |
| 24.        | Subbaß         | 16′   |
| 25.        | Octavbaß       | 08′   |
| 26.        | Principalbaß   | 08′   |
| 27.        | Principalflöte | 04′   |
| 28.        | Mixtur VI      | 2 ⁄3′ |
| 29.        | Posaune        | 16′   |
| 30.        | Clairon        | 04′   |

- Koppeln: Normalkoppeln
- Setzeranlage mit 64 Kombinationen

## Glocken

### Frühere Glocken
Das erste Geläut der heutigen Kirche bestand aus fünf Glocken, die von Johann Georg Peiffer in Kaiserslautern gegossen und am 4. August 1889 benediziert wurden. Es wies die Tonfolge c′ – e′ – g′ – a′ – g″ auf, die auch „Salve-Regina-Motiv“ genannt wird. Drei Glocken wurde im Ersten Weltkrieg (1917) zur Metallgewinnung beschlagnahmt. Heute sind von diesem Geläut nur noch dessen größte Glocke, die Marienglocke (auch „Römerglocke“ genannt), sowie dessen kleinste Glocke, das „Wandlungsglöckchen“ erhalten. Letzteres ist im Vierungsturm von St. Cosmas und Damian aufgehängt.
Das zweite Geläut der neugotischen Kirche setzte sich aus der erhaltenen Marienglocke und drei neuen Glocken zusammen, welche 1921 von der Glockengießerei Andreas Hamm & Sohn in Frankenthal gegossen wurden. Es besaß eine andere Tonfolge als das erste Geläut, die auch unter dem Namen „dorische Tonfolge“ bekannt ist (c′ – d′ – es′ – f′). Im Zweiten Weltkrieg (1942) wurden alle vier Glocken zu Kriegszwecken beschlagnahmt. Nach Kriegsende konnte lediglich die Marienglocke auf einem Hamburger Glockenfriedhof wiederentdeckt werden, sodass sie 1946 nach Gau-Algesheim zurückkehrte und für das heutige Geläut verwendet werden konnte.

### Heutiges Geläut
Das heutige Geläut von St. Cosmas und Damian besteht neben der Marienglocke von 1889 aus drei weiteren Glocken, die 1950 von der Glockengießerei Feldmann & Marschel in Münster hergestellt wurden. Seine Tonfolge lautet cis′ – e′ – fis′ – gis′ (Anmerkung: Die Marienglocke wurde durch Abschleifen von c′ auf cis′ umgestimmt). Die neuen Glocken wurden den Heiligen Cosmas und Damian, Laurentius sowie Barbara und Johannes dem Täufer gewidmet und erklangen erstmals am 18. November 1950 in Gau-Algesheim.
Im September 2014 wurde das zuvor vierstimmige Geläut um drei Zimbelglocken erweitert, die 1972 von der Glockengießerei Rincker im mittelhessischen Sinn gegossen wurden und zuvor im Turm einer evangelischen Kirche in Frankfurt-Sossenheim aufgehängt waren.
| Nr. | Glockenname                                        | Gewicht        | Durchmesser | Tonlage | Gussjahr | Glockengießerei                        | Inschrift | Ref.  |
| --- | -------------------------------------------------- | -------------- | ----------- | ------- | -------- | -------------------------------------- | --- | ----- |
| 1   | Marienglocke/ Mutter-Gottes-Glocke/ Maria assumpta | 2.000 kg (ca.) | 148 cm      | cis′    | 1889     | Joh. Georg Pfeifer, Kaiserslautern     | „Piae memoriae Domini Francisci Jos(ephi) Schmitt cognati et affines, dedicaverunt.“ „In honorem B(eatae) Mariae Virginis in coelum assumptae.“ „Coeli Reginae vocem Tu qui audis, Mei par omni die pange laudis.“ | [ 5 ] |
| 2   | Cosmas-und-Damian-Glocke                           | 1.168 kg       | 123 cm      | e′      | 1950     | Feldmann & Marschel, Münster/Westfalen | „In honorem SS. MM. Cosmae et Damiani, Patr. Eccl. Fratrum SS., quorum annuntio gloriam ad coeli preces vos perducant patriam.“                                                                                    | [ 5 ] |
| 3   | Laurentius-Glocke                                  | 0728 kg        | 109 cm      | fis′    | 1950     | Feldmann & Marschel, Münster/Westfalen | „In honorem sti. Laurentii Martyris, cordis amore Christi accendant intima igni probati, quae cano praeconia.“ | [ 5 ] |
| 4   | Johannes-der-Täufer-und-Barbara-Glocke             | 0518 kg        | 097 cm      | gis′    | 1950     | Feldmann & Marschel, Münster/Westfalen | „In honorem sti. Joannis bapt. et stae. Barbarae – Baptistae instar clamo: Dei pares viam, finem cujus beatum roga Barbaram.“                                                                                      | [ 5 ] |
| 5   | Johannes-XXIII.-Glocke                             | 0170 kg        | 067 cm      | dis″    | 1972     | Gebr. Rincker, Sinn/Lahn-Dill-Kreis    | | [ 5 ] |
| 6   | Josefs-Glocke                                      | 0120 kg        | 059 cm      | fis″    | 1972     | Gebr. Rincker, Sinn/Lahn-Dill-Kreis    | | [ 5 ] |
| 7   | Mutter-Teresa-Glocke                               | 0090 kg        | 053 cm      | gis″    | 1972     | Gebr. Rincker, Sinn/Lahn-Dill-Kreis    | | [ 5 ] |
| (8) | Wandlungsglöckchen                                 |                |             | g″      | 1888     | Joh. Georg Pfeifer, Kaiserslautern     | „Crucifixus est.“ „Reddite ergo, quaesunt Caesaris, Caesari.“ „Hoc est corpus meum.“ „Positis genibus orabat.“ | [ 4 ] |